# Glen Dale (Virginia Occidental)
Glen Dale es una ciudad ubicada en el condado de Marshall en el estado estadounidense de Virginia Occidental. En el Censo de 2010 tenía una población de 1526 habitantes y una densidad poblacional de 490,99 personas por km².

## Geografía
Glen Dale se encuentra ubicada en las coordenadas 39°56′47″N 80°45′19″O / 39.94639, -80.75528. Según la Oficina del Censo de los Estados Unidos, Glen Dale tiene una superficie total de 3.11 km², de la cual 2.2 km² corresponden a tierra firme y (29.17%) 0.91 km² es agua.

## Demografía
Según el censo de 2010, había 1526 personas residiendo en Glen Dale. La densidad de población era de 490,99 hab./km². De los 1526 habitantes, Glen Dale estaba compuesto por el 97.51% blancos, el 0.13% eran afroamericanos, el 0.52% eran amerindios, el 0.39% eran asiáticos, el 0% eran isleños del Pacífico, el 0.39% eran de otras razas y el 1.05% pertenecían a dos o más razas. Del total de la población el 0.98% eran hispanos o latinos de cualquier raza.